# Szobekhotep (kincstárnok, XII. dinasztia)
Szobekhotep ókori egyiptomi kincstárnok volt a XII. dinasztia idején, I. Szenuszert uralkodása alatt (i. e. 1950 körül). Egyetlen, a közép-egyiptomi Hatnubban fennmaradt feliraton említik, ahol alabástromot bányásztak. A felirat I. Szenuszert 22. uralkodási évében készült. Szenuszert kincstárnoki címe mellett a „királyi pecsétőr” és az „egyetlen barát” címeket is viseli. Hivatalában talán Montuhotep követte.

## Fordítás
- Ez a szócikk részben vagy egészben  a   Sobekhotep (treasurer) című angol Wikipédia-szócikk ezen változatának fordításán alapul.  Az eredeti cikk szerkesztőit annak laptörténete sorolja fel. Ez a jelzés csupán a megfogalmazás eredetét és a szerzői jogokat jelzi, nem szolgál a cikkben szereplő információk forrásmegjelöléseként.